# Furore (Kampanien)
Furore ist eine italienische Gemeinde mit 961 Einwohnern (Stand 31. Dezember 2023) in der Provinz Salerno in der Region Kampanien. Sie gehört zur Bergkommune Comunità Montana Penisola Amalfitana und ist Mitglied der Vereinigung I borghi più belli d’Italia (Die schönsten Orte Italiens).

## Geografie
Die Nachbargemeinden sind Agerola (NA), Amalfi, Conca dei Marini und Praiano.